# 茅草街镇
茅草街镇，是中华人民共和国湖南省益阳市南县下辖的一个乡镇级行政单位。

## 行政区划
茅草街镇下辖以下地区：
前哨社区、朝阳社区、银河社区、八百弓社区、康正社区、三岔河社区、茅草街社区、永红村、民和村、太安村、双丰村、四百弓村、庆华村、八百弓村、福兴村、丰产村、沉排湖村、大有村、划角村、新尚村、同庆村、换新村、回民村、接龙村、同利村、鸿雁村、唯一村、联兴村、新成村、直和村、永定村、大成村、三岔河村、长宁村、均安村和均富村。